# Palais Böhler

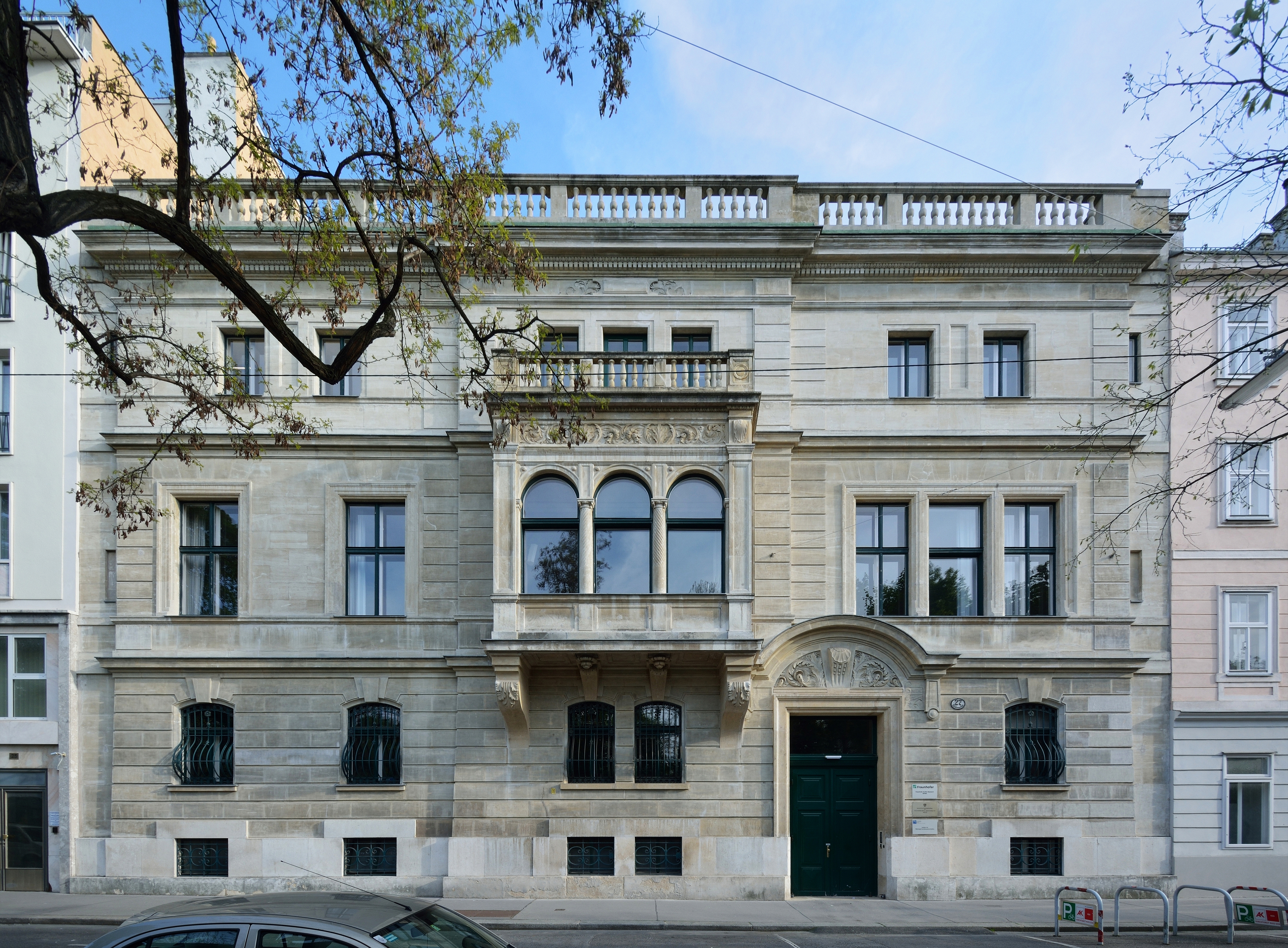
Das Palais Böhler

Das Palais Böhler ist ein Stadtpalais im 4. Wiener Gemeindebezirk Wieden, Theresianumgasse 27.

## Geschichte
Das Palais wurde in den Jahren 1903 bis 1905 von Karl König für Friedrich Böhler erbaut. Über dem Portal, im Segmentgiebel findet sich die Jahreszahl 1904.

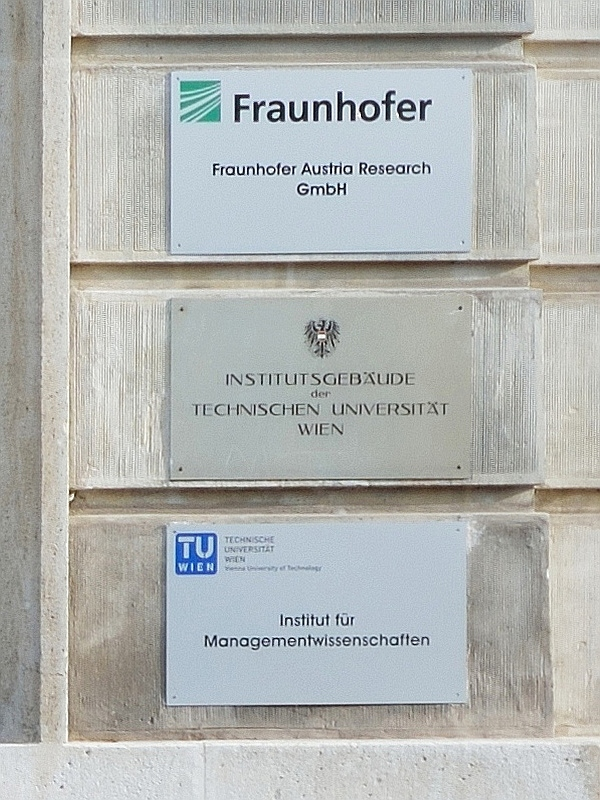
Türschilder am Palais Böhler

Derzeit wird das Palais von der Technischen Universität Wien als Institutsgebäude genutzt und ist Sitz der Fraunhofer Austria Research GmbH.

## Beschreibung
Das Palais vermittelt durch seine klaren, geraden Linien der Fassade einen geschlossenen Eindruck, der einzig durch den Bogen des Segmentgiebels über dem Portal durchbrochen wird. Über dem genuteten Sockel springt ein flacher Mittelrisalit bis zur krönenden Attikabalustrade vor. Auf zwei mächtigen Konsolen ruht ein kubischer Erker mit Triforien und einem Band mit Akanthusdekor. Den Abschluss bildet die Balustrade eines darüber liegenden Balkons. 